# خانه ناصر گودرزی
خانه ناصر گودرزی در شهرستان فومن، شهرک تاریخی ماسوله واقع شده و این اثر در تاریخ ۲۵ اسفند ۱۳۸۰ با شمارهٔ ثبت ۵۱۹۳ به‌عنوان یکی از آثار ملی ایران به ثبت رسیده است.